# Thouarella (Thouarella) bipinnata
Thouarella (Thouarella) bipinnata is een zachte koraalsoort uit de familie Primnoidae. De koraalsoort komt uit het geslacht Thouarella. Thouarella (Thouarella) bipinnata werd in 2006 voor het eerst wetenschappelijk beschreven door Cairns. 